# ام‌وی راپانا
ام‌وی راپانا (به انگلیسی: MV Rapana) یک کشتی بود که طول آن ۴۶۳ فوت (۱۴۱ متر) بود. این کشتی در سال ۱۹۳۵ ساخته شد.